# Caribbean Airlines
Caribbean Airlines Limited è la compagnia aerea di bandiera di Trinidad e Tobago, della Giamaica e della Guyana. Con sede a Iere House a Piarco, Caribbean Airlines opera voli tra i Caraibi, il Nord America e il Sud America dalla sua base all'aeroporto Internazionale di Piarco, Trinidad.
Caribbean Airlines impiega più di 1.700 persone ed è la più grande compagnia aerea dei Caraibi. Lo slogan dell'azienda è The Warmth of the Islands ("il calore delle isole").

## Storia

### I primi anni
Caribbean Airlines è stata costituita nella Repubblica di Trinidad e Tobago il 27 settembre 2006.
Su raccomandazione di Peter Davies, CEO di BWIA West Indies Airways, Caribbean Airlines ha ottenuto l'approvazione dal governo di Trinidad e Tobago per iniziare le operazioni, dopo i falliti negoziati tra i sindacati e la direzione del suo predecessore. Di conseguenza, l'8 settembre 2006 è stato annunciato che BWIA sarebbe stata chiusa prima del lancio di Caribbean Airlines. Durante l'ultimo trimestre del 2006, nel tentativo di ridurre le operazioni per l'avvio di Caribbean Airlines, la direzione di BWIA ha tagliato rotte come l'aeroporto di Manchester, l'aeroporto di Londra Heathrow, New York City e Toronto, con fermate intermedie a Barbados o Antigua, ha cessato i servizi da e per Santa Lucia, ha ridotto la sua flotta a sei Boeing 737-800 e ha ridotto il suo personale a 800 dipendenti.
Il capitale della nuova compagnia aerea includeva fondi per chiudere e regolare le operazioni di BWIA. La società ha iniziato ad operare il 1º gennaio 2007, servendo le restanti rotte di BWIA.

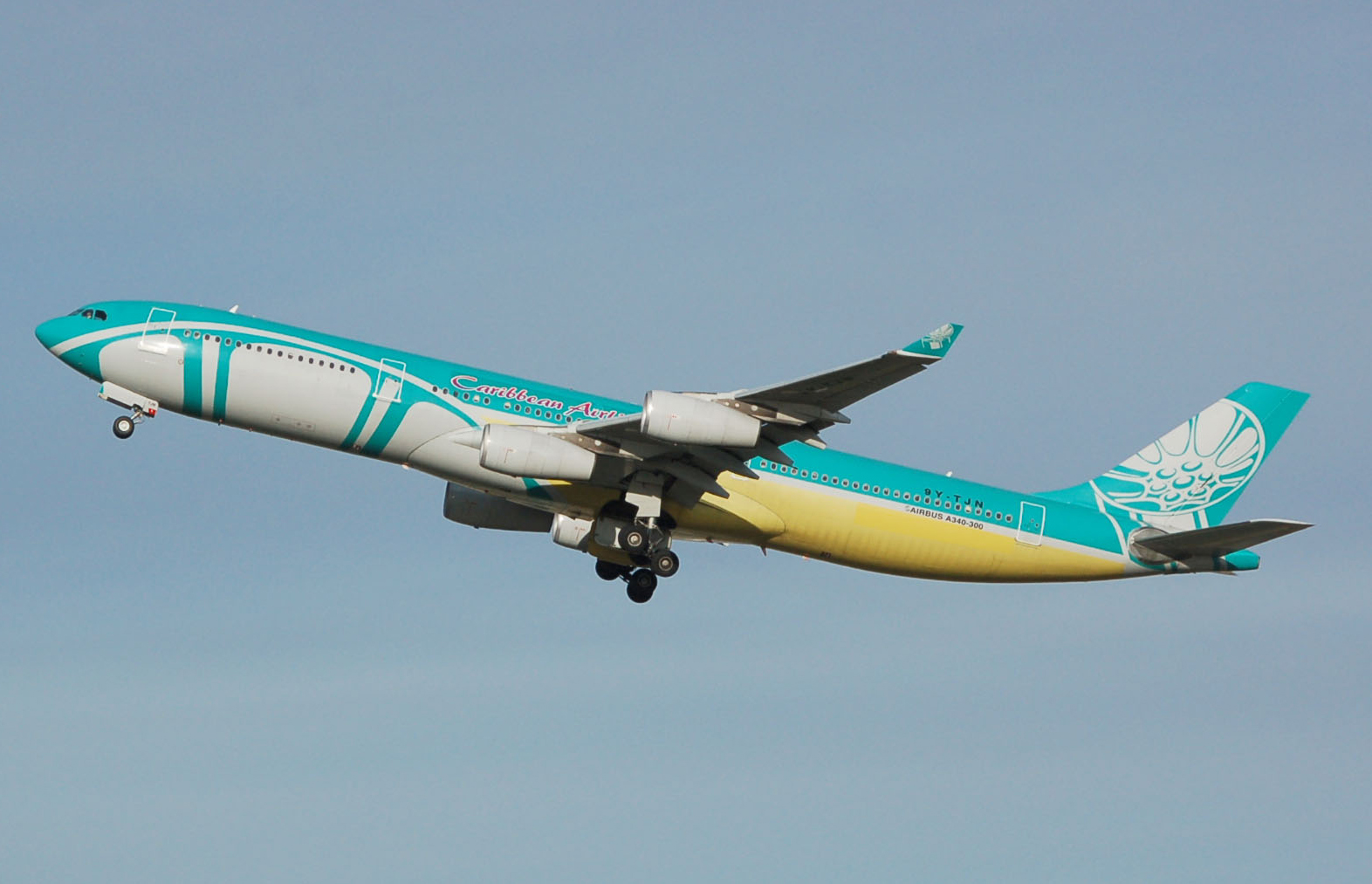
Un Airbus A340-300 della Caribbean, visto qui ancora con la livrea della BWIA.

Caribbean Airlines ha iniziato le operazioni con una flotta di sei Boeing 737-800 e un Airbus A340-300, operando sulla rotta verso Londra-Heathrow fino a maggio 2007. La compagnia offriva due classi di servizio, first/business class ed economy su tutti i tipi di aerei. Operava servizi diretti giornalieri per Miami, Toronto, New York, Giamaica (con scali a Barbados e Antigua/St. Maarten), Guyana, Suriname e Londra Heathrow. Peter Davies ha rassegnato le dimissioni dalla carica di CEO a partire dal 30 settembre 2007, ma è rimasto come consulente strategico di Caribbean Airlines. Nella prima metà del 2007, due Airbus A340-200 e un Boeing 737-800 sono stati restituiti rispettivamente a International Lease Finance Corporation (ILFC) e GE Commercial Aviation Services (GECAS).
Il 1º ottobre 2007, Philip Saunders è stato nominato nuovo amministratore delegato. Successivamente, la compagnia ha rilevato le operazioni di Tobago Express, il suo braccio nazionale, al costo di 24 milioni di dollari, con l'intenzione di aggiornare la flotta di Bombardier Q300 agli standard internazionali e aggiungendo nuove destinazioni caraibiche da servire tramite questa compagnia aerea regionale sussidiaria.
Nel marzo 2008, Caribbean ha aggiunto un servizio diretto giornaliero per l'aeroporto Internazionale Simón Bolívar di Caracas, utilizzando i Dash 8. Nel maggio 2008 ha acquisito un settimo Boeing 737-800. La compagnia aerea ha aggiunto una nuova rotta statunitense il 22 maggio per l'aeroporto Internazionale di Fort Lauderdale-Hollywood dall'aeroporto di Piarco.
Il 15 novembre 2008, Transavia Airlines ha accettato di operare un aereo in wet-lease per conto di Caribbean Airlines, aumentando la sua flotta a otto Boeing 737-800. L'aereo è stato riadattato alla configurazione standard 16/138. Ciò ha consentito alla compagnia di aumentare la frequenza dei voli per soddisfare la domanda nei periodi di punta. Il contratto di locazione era in vigore fino al 15 aprile 2009. L'aereo è stato restituito nel giugno 2009 e Sun Country Airlines, un vettore aereo statunitense, ha quindi noleggiato un Boeing 737-800 a Caribbean Airlines.
Nell'aprile 2009, la compagnia aerea ha aumentato la frequenza del servizio per l'aeroporto internazionale Simón Bolívar di Caracas da un servizio giornaliero a dieci voli settimanali. La rotta era operata dai Bombardier Q300, configurati per 50 passeggeri in un servizio all economy. I voli giornalieri verso i suoi gateway di Fort Lauderdale e Miami continuavano. I servizi per Toronto e New York City sono rimasti rispettivamente due volte al giorno e 20 settimanali (fino a 28 settimanali in alta stagione).
Il 27 luglio 2009, Philip Saunders ha annunciato le sue dimissioni da CEO di Caribbean Airlines, per motivi personali. Caribbean Airlines ha nominato il comandante Ian Brunton nell'ottobre 2009 in sostituzione. Sempre nel 2009, Caribbean Airlines ha operato servizi dai Caraibi meridionali alla Giamaica, così come al Sud America, tra cui Suriname, Guyana e Venezuela. La compagnia aerea ha anche continuato a servire gli Stati Uniti e il Canada, Miami, Fort Lauderdale, New York City e Toronto, avendo anche stabilito un accordo di codeshare con British Airways, per i servizi verso Londra e oltre. Al 2009, la compagnia aerea gestiva una flotta di otto Boeing 737-800 e cinque Bombardier Q300 dal suo hub principale all'aeroporto di Piarco, Trinidad. Da allora i Dash 8 sono stati sostituiti con il nuovo ATR 72-600, un velivolo turboelica più grande.

### Acquisizione di Air Jamaica
Caribbean Airlines Limited, attraverso il governo di Trinidad e Tobago, ha annunciato l'intenzione di gestire una base in Giamaica a seguito del disinvestimento di Air Jamaica che sarebbe dovuto avvenire tra il 30 aprile 2010 e lo stesso periodo nel 2011. Caribbean Airlines ha fornito una transizione senza interruzioni durante la chiusura di Air Jamaica. Quando l'accordo è stato finalizzato, Caribbean Airlines Limited è diventata la più grande compagnia aerea dei Caraibi con un nuovo hub nell'aeroporto Internazionale Norman Manley di Kingston. La cessione doveva entrare in vigore il 30 aprile 2010 dopo essere stata riprogrammata dal 12 aprile 2010. In questo giorno, era previsto che Air Jamaica avrebbe cessato le operazioni e Caribbean Airlines avrebbe quindi acquisito le rotte più redditizie della compagnia aerea e i restanti sei aeromobili.
Il 4 marzo 2010, Caribbean Airlines ha annunciato che avrebbe risolto il suo accordo di codeshare con British Airways per la rotta Port of Spain-Londra Gatwick a partire dal 27 marzo 2010, aprendo così la strada a un servizio non-stop operato da Caribbean tra l'aeroporto internazionale di Piarco e Londra, UK.
Il 28 aprile 2010, Caribbean Airlines Limited e Air Jamaica hanno firmato un accordo definitivo per l'acquisto di Air Jamaica da parte di Caribbean Airlines Limited, a seguito della firma di una lettera di intenti per la fusione nel gennaio dello stesso anno. L'accordo stabiliva che Caribbean avrebbe continuato a operare sulle rotte di Air Jamaica e avrebbe anche mantenuto 900 dipendenti della compagnia in chiusura. Il finanziamento è stato fornito dal governo di Trinidad e Tobago, che ha contribuito con circa 50 milioni di dollari al completamento della fusione, e dalla Giamaica, che ha assunto oltre 800 milioni di dollari di costi relativi alla chiusura di Air Jamaica.
Nell'agosto 2010, Caribbean Airlines e Air India hanno firmato un patto di viaggio per i trinidadiani che viaggiavano verso l'India. In ottobre, la compagnia ha annunciato un rinnovo della flotta composta da quindici Boeing 737-800 Next Generation e nove ATR 72-600 turboelica. I nuovi Boeing erano destinati a sostituire la flotta operativa di Airbus di Air Jamaica.
Il 27 maggio 2011 è stata completata l'acquisizione di Air Jamaica. Questo accordo consente al governo giamaicano di possedere una quota del 16% di Caribbean Airlines Limited.

### Anni recenti
Il 28 ottobre 2011, il Dipartimento dei trasporti degli Stati Uniti (DOT) ha inflitto a Caribbean Airlines una multa di 60.000 dollari per aver limitato i rimborsi per bagagli smarriti, danneggiati e ritardati a meno di quanto i consumatori avevano diritto ai sensi della Convenzione di Montreal.
Il 29 marzo 2013, il DOT ha multato la compagnia aerea di ulteriori 100.000 dollari per non aver offerto ai passeggeri l'opportunità di lasciare un aereo che era stato ritardato sulla pista dell'aeroporto JFK di New York per più di quattro ore.
All'inizio del 2016, la direzione di Caribbean Airlines ha stabilito come programma la possibilità di sostituire la sua flotta di ATR con turboelica comparabili provenienti da Bombardier a causa di persistenti problemi di affidabilità. L'ex amministratore delegato (CEO) Michael Di Lollo aveva descritto gli ATR come "non idonei alla missione" dopo aver subito frequenti eventi AOG (Aircraft On Ground). Su sua raccomandazione, sono stati compiuti sforzi per reperire Dash 8-400 per sostituire la flotta di cinque ATR72-600, cosa poi mai avvenuta.
Sempre all'inizio del 2016, la compagnia aerea ha restituito i suoi due Boeing 767-300ER al locatore, in coincidenza con la cessazione della sua unica rotta europea per l'aeroporto di Londra Gatwick il 10 gennaio 2016, come parte di un esercizio di razionalizzazione per rimuovere le rotte non redditizie.
Nel 2019, la compagnia aerea ha registrato il suo primo profitto di quattro milioni di dollari ($ 4.000.000).
Il 27 luglio 2022, Caribbean ha ritirato dal servizio tutti i Boeing 737-800, sostituiti dai più moderni ed efficienti Boeing 737 MAX 8.

## Flotta

### Flotta attuale

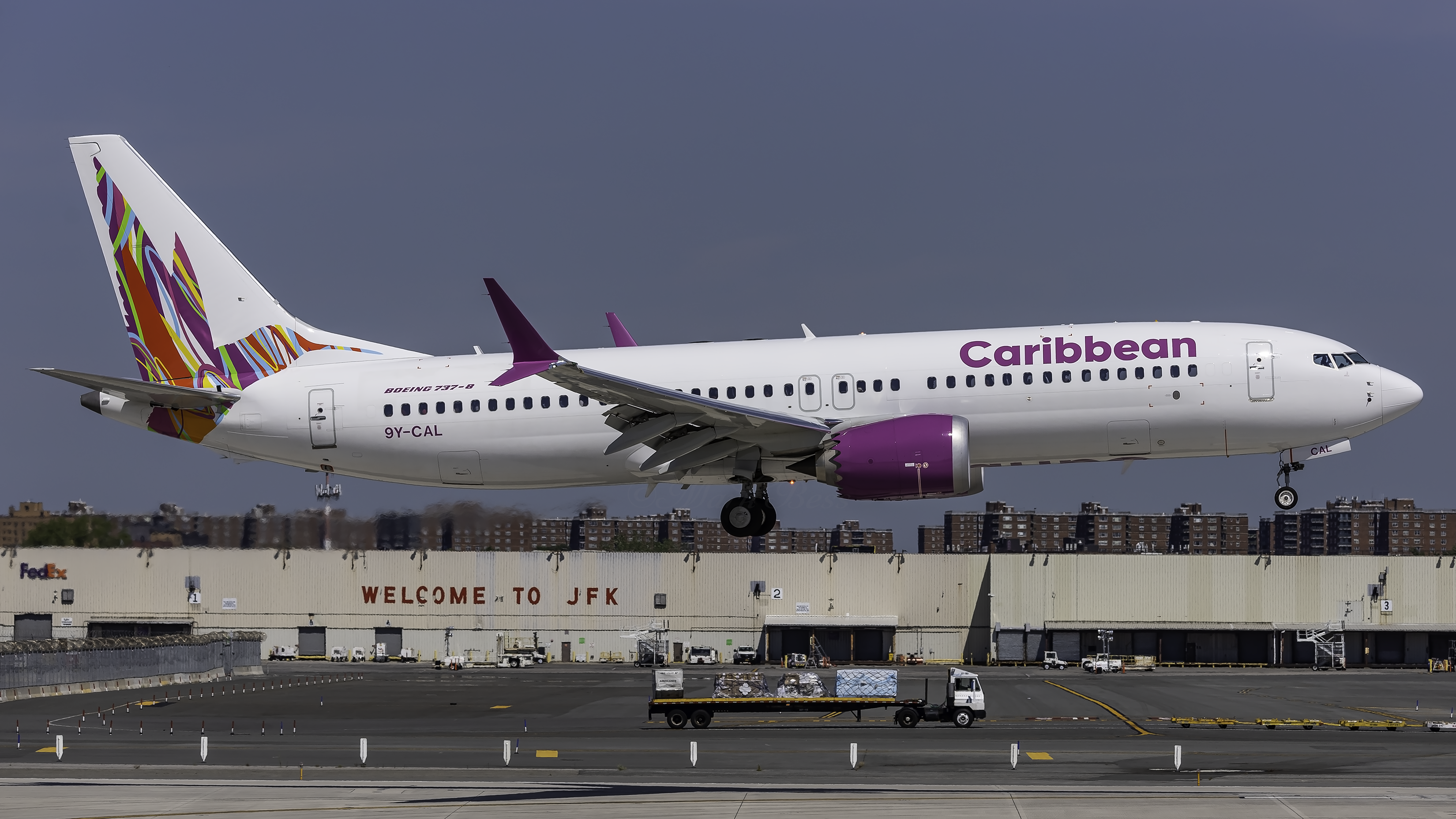
Un Boeing 737 MAX 8.

Ad ottobre 2024 la flotta di Caribbean Airlines è così composta:

### Flotta storica

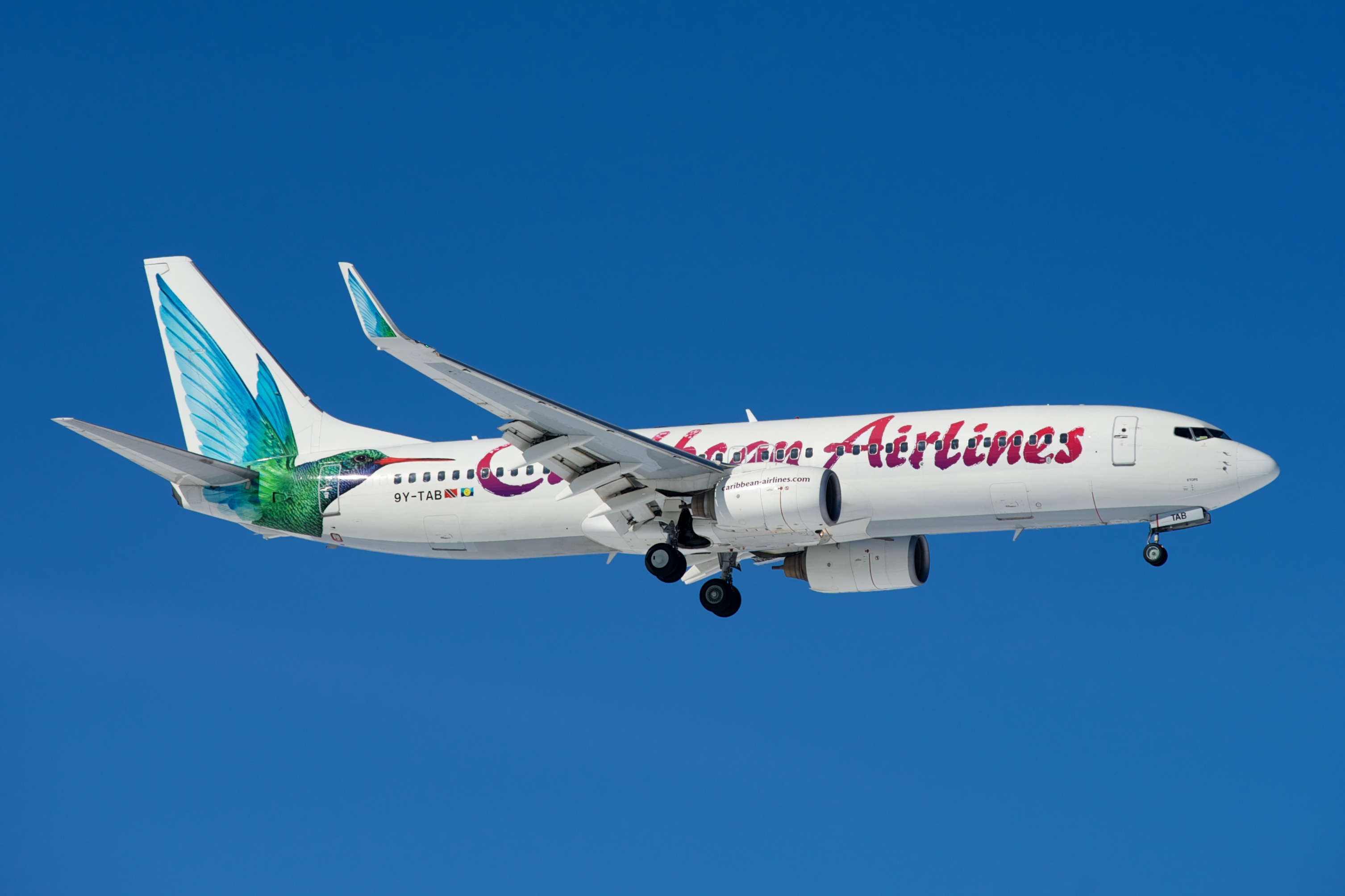
Un Boeing 737-800.

Caribbean Airlines operava in precedenza con i seguenti aeromobili:

## Incidenti
- Il 30 luglio 2011, il volo Caribbean Airlines 523 è uscito di pista durante una tempesta e si è schiantato contro la recinzione perimetrale durante l'atterraggio all'aeroporto Internazionale di Cheddi-Jagan in Guyana. L'incidente è avvenuto intorno alle 01:32. L'aereo, un Boeing 737-800, si è spezzato in due parti proprio dietro l'area di prima classe. Non ci sono state vittime. Caribbean Airlines ha confermato che 157 passeggeri e 6 membri dell'equipaggio erano a bordo dell'aereo.[13]